# Tokyo Gas

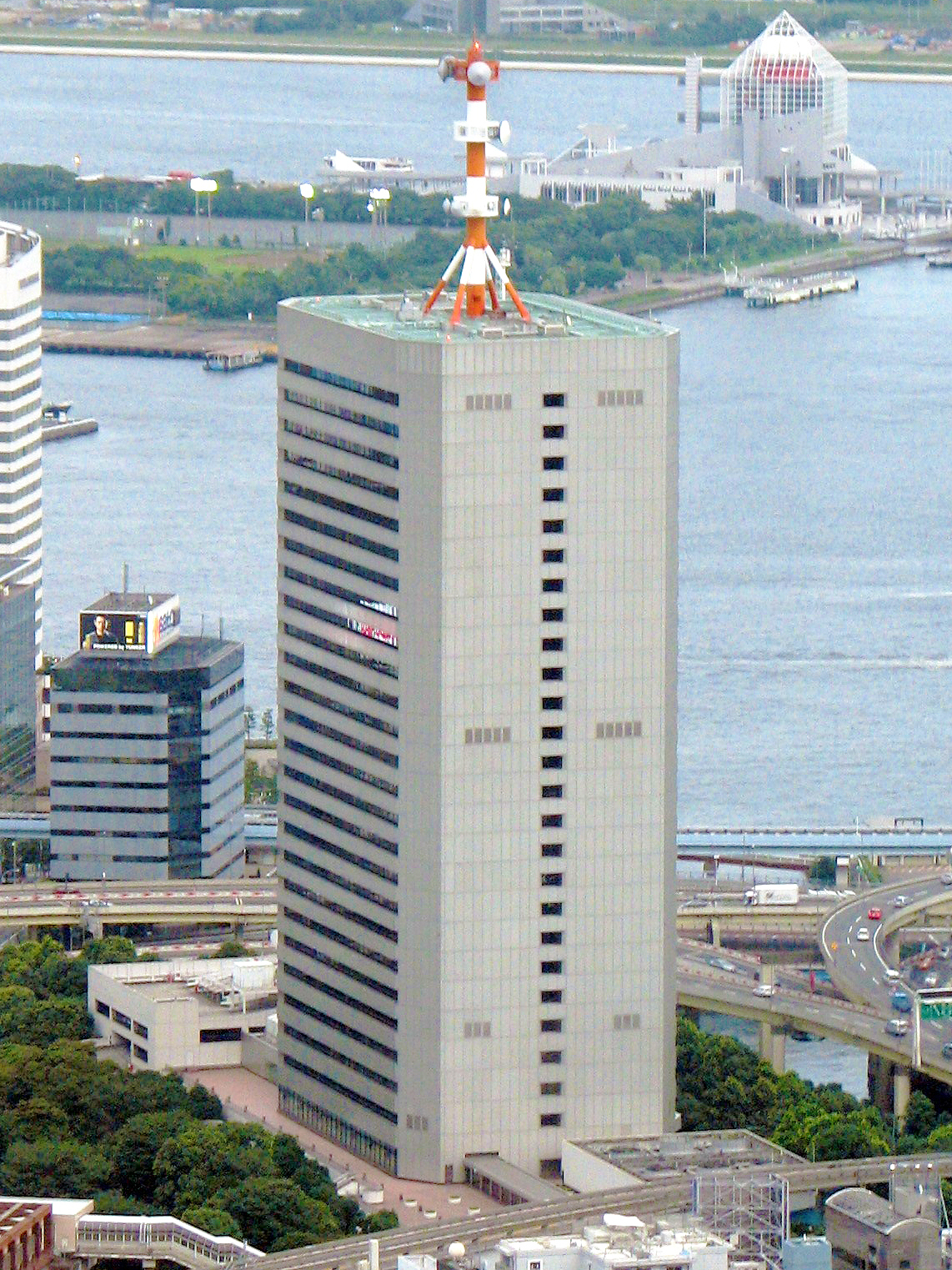
Siège social de la société Tokyo Gas

Tokyo Gas Company (東京瓦斯株式会社, Tōkyō Gasu Kabushiki-gaisha, TSE : 9531) est l'entreprise qui fournit le gaz à la ville de Tōkyō.

## Historique
En juin 2016, Tokyo Gas annonce l'acquisition d'une participation de 25 % dans le gisement d'Eagle Ford.